# Коломе, Омар Феликс
Омар Феликс Коломе (исп. Omar Félix Colomé; 11 декабря 1932 год, Арройито, Аргентина — 12 июля 2015 год, Кордова, Аргентина) — католический прелат, второй епископ Крус-дель-Эхе с 27 сентября 1984 года по 24 июня 2008 года.

## Биография
Родился 7 января 1959 года в Арройито, Аргентина. 22 сентября 1962 года был рукоположён в священники для служения в епархии Крус-дель-Эхе.
27 сентября 1984 года Папа Римский Иоанн Павел II назначил его епископом Крус-дель-Эхе. 18 августа 2008 года в соборе Пресвятой Девы Марии Кармельской в городе Крус-дель-Эхе состоялось его рукоположение в епископы, которое совершил архиепископ Кордовы кардинал Рауль Франсиско Приматеста в сослужении с епископом Вилья-Марии Альфредо Гильермо Дисандро и прелатом Деан-Фунеса Лукасом Луисом Доннелли Карреем.
24 июня 2008 года подал в отставку. Скончался 12 июля 2015 года в Кордове.